# Teodor Piechaczek
Teodor Piechaczek (ur. 6 listopada 1900 w Lipinach, zm. 29 sierpnia 1986 w Chicago) – polski wojskowy, powstaniec śląski. 
Uczestnik trzech powstań śląskich. Podczas II wojny światowej 3 września 1939 musiał wracać do okupowanej niemieckiej poczty po dokumenty i broń. Dowodził też harcerzami w walkach obronnych na Górnym Śląsku. Dowiedziawszy się o wydaniu na niego wyroku śmierci uciekł najpierw na Węgry, a później do Francji. Uczestniczył w wykryciu położenia niemieckiego pancernika Bismarck.

## Ordery i odznaczenia
- Krzyż Kawalerski Orderu Odrodzenia Polski (12 kwietnia 1978)[1]
- Defence Medal
- War Medal 1939–1945
- Brązowy Krzyż Zasługi po raz drugi (19 grudnia 1938)[2]